# Zsuzsanna Borvendég
Zsuzsanna Borvendég (nascida a 4 de Novembro de 1974) é uma historiadora e política húngara do Movimento Nossa Pátria que foi eleita membro do Parlamento Europeu em 2024. Trabalhou anteriormente no Instituto de Pesquisa Húngaro e foi condecorada com a Cruz de Cavaleiro da Ordem do Mérito Húngara em 2022.